# Arts and Crafts Society of Ireland
L'Arts and Crafts Society of Ireland est une organisation irlandaise fondée en 1894 pour promouvoir les arts décoratifs et les beaux-arts. Elle organise des expositions pour mettre en valeur ces arts irlandais.

## Histoire
Les Arts and Crafts Society of Ireland (ACSI) est fondée en 1894 à l'initiative de Dermot Bourke, 7e comte de Mayo, dans le but d'encourager et de soutenir le développement des industries artistiques en Irlande. La société tient sa première exposition en 1895, ouvrant le 7 novembre aux Royal University Buildings, Earlsfort Terrace à Dublin. L'organisation est largement inspirée de son équivalent britannique, l'Arts and Crafts Exhibition Society. En plus des expositions, la société tient également des conférences pour les membres et non-membres. Elle a également publié des catalogues d'exposition, des brochures et des rapports.
En 1907, l'ACSI fonde la Guild of Irish Art Workers pour les professionnels artisans. La société est dissoute en 1925, après sa septième exposition de cette année.
Parmi les membres de la Société on trouve : Harry Clarke, Robert Arthur Dawson, Rosamond Praeger, Oswald Reeves, Evelyn Gleeson, Alice Brittain et Alice Shaw. Les membres ont travaillé divers matériaux notamment le cuir, la dentelle, le métal, le bois, la pierre, le marbre, le vitrail et la porcelaine.